# 先锋领航
先锋领航集团（英語：The Vanguard Group），也称領航投資集团、先锋集团，創辦者為約翰·柏格，是美国最大的基金管理公司之一。
旗下VTI，VOO，VEA，VTV，BND，VUG，VWO為知名投資標的。

## 歷史
創建於1975年，先鋒投資在歷史上以指數化投資（指數基金）和反市场周期的投資風格而著稱，發行了全球第一支追蹤S&P500指數，且開放一般大眾投資的指數型基金。截至2015年3月，先鋒投資是全球最大的共同基金（mutual fund）和第二大的交易所交易基金（ETF）提供商。
2012年10月，先鋒投資為了降低基金的管理費，宣布旗下22隻指數基金棄用MSCI作為指數供應商。
2020年8月，先鋒投資退出香港基金、ETF及MPF的業務，僅保留機構客戶業務。
2023年11月，先锋领航開始逐步撤离中国大陸。